# Katonai Jubileumi Kereszt

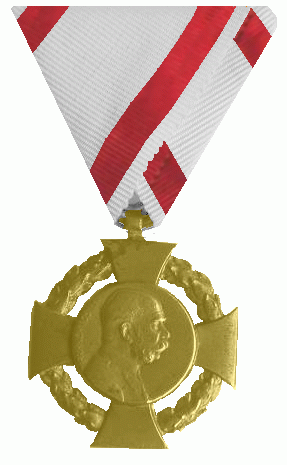
Kereszt elülső oldal

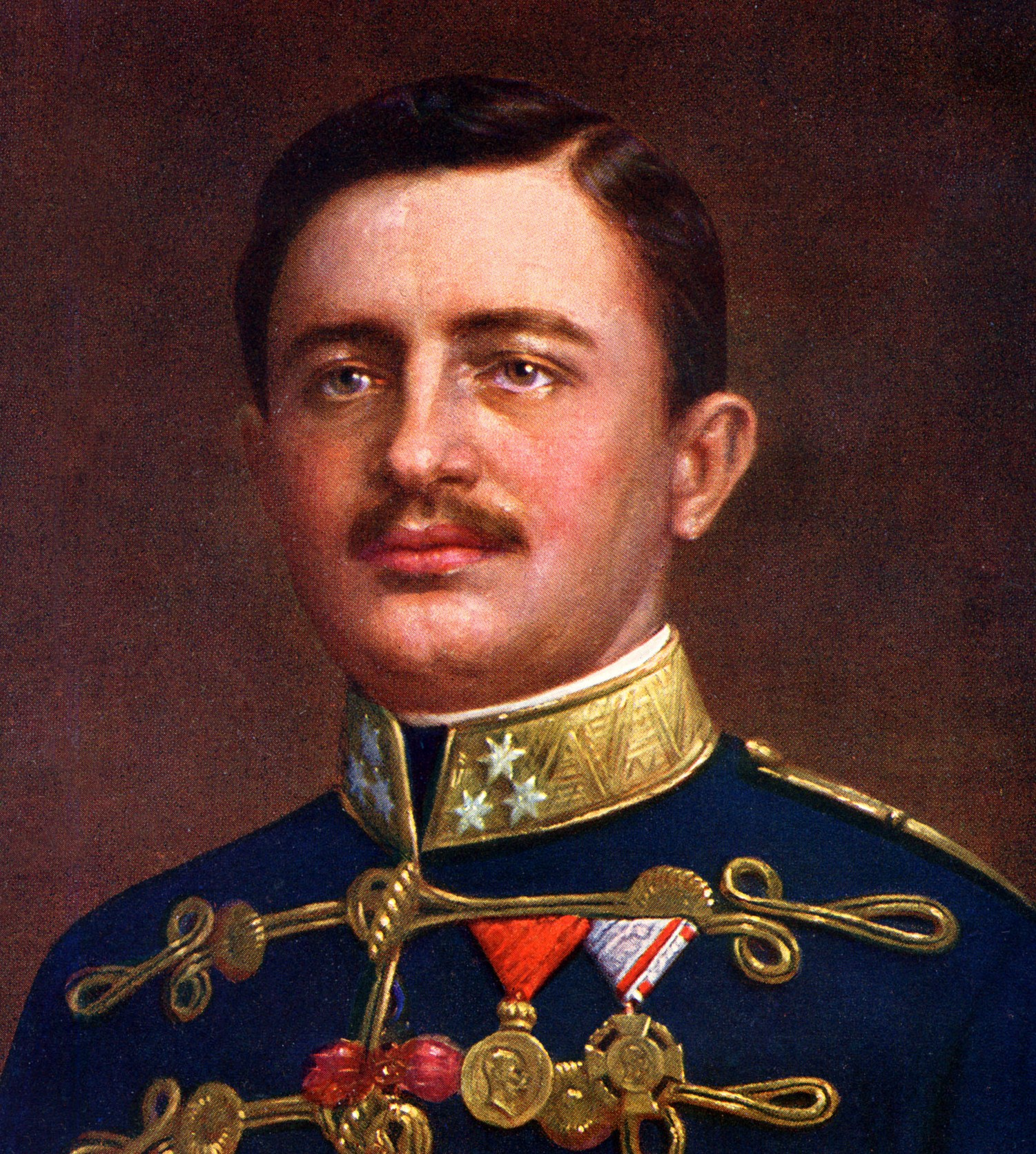
IV. Károly kitüntetve az Aranygyapjas rendel (balról), a Katonai Érdeméremmel (középen) és a Katonai Jubileumi Kereszttel (jobbról), 1915

A Katonai Jubileumi Keresztet (németül: Militär-Jubiläumskreuz) I. Ferenc József 1908. december 2-án alapította, trónra kerülésének 60. évfordulójára.

## Története
A bronzból készült érmet majdnem minden aktív állományban lévő katona, illetve tengerész és csendőr megkapta. Szintén magkapták azon katonák is, akik Joseph Wenzel Radetzky tábornagy 1848-as Itália hadjáratában részt vettek.

## Leírása, és viselése

### A kitüntetés keresztje
Professzor Rudolf Marschall (1873-1967) az Udvari Kamara kitüntetés készítője által tervezett emlékkereszt 37 mm átmérőjű volt, aminek keresztjeit babérkoszorú kötött össze. A kereszt közepét egy 20 mm átmérőjű érem fedi le, amit I. Ferenc József képmása díszít. A képmás mellett baloldalt félkörívben a következő felirat olvasható FRANC IOS I. A kereszt hátoldalán az 1848 1908 évszámok olvashatóak ki egymás alatt.

### Kitüntetés szalagja
A Katonai Jubileumi Keresztet egy 40 mm széles fehér háromszögletű szalagon viselték, aminek a két oldalán 3 mm-re a szélétől 5 mm-es vörös sávok voltak.

### Viselése
Az emlékkeresztet mellkason, baloldalt viselték.

## Egyéb
I. Ferenc József a Katonai Jubileumi Keresztet ugyan azon okból kifolyólag alapította, mint a Jubileumi Keresztet polgári alkalmazottak számára, illetve a Jubileumi Udvari Keresztet. A kitüntetés mind a három változatban megegyezett, kivéve a szalagok színe. Jubileumi Udvari Keresztet a Lipót-rend szalagján viselték, amíg a Jubileumi Keresztet polgári alkalmazottak számára egyszínű vörös szalagon volt viselendő.